# PC Player
PC Player — британский журнал, посвящённый компьютерным играм, выходивший с 1993 по 1994 год.
Первый выпуск журнала состоялся в декабре 1993 года, главным редактором был Джон Дэйвисон. PC Player специализировался на симуляторах, стратегических играх и квестах. Большая часть журнала была посвящена именно этим жанрам, а некоторым играм выделялось более шести страниц. Рецензии основывались на пятибалльной системе, а независимые эксперты из других игровых журналов давали свои дополнительные комментарии к наиболее значимым играм. Обзоры на экшен-ориентированные игры печатались в отдельном разделе и им уделялось меньше места. Журнал содержал разделы новостей, статей, рецензий, превью, советов и колонок на разные темы.
PC Player прекратил своё существование в декабре 1994, после выпуска 11 номеров.
Хью Голлнер, владелец издательского дома Maverick Magazines дал разрешение сайту Out-of-Print Archive на публикацию выпусков журнала в интернете.